# Fairmont (Nebraska)
Fairmont je selo u američkoj saveznoj državi Nebraska. Prema popisu stanovništva iz 2010. u njemu je živjelo 560 stanovnika.